# Platymitra
Platymitra é um género botânico pertencente à família Annonaceae.

## Espécies
- Platymitra arborea (Blanco) P.J.A.Kessler
- Platymitra macrocarpa Boerl.